# Franco Andreone
Franco Andreone (Turijn, 23 mei 1961) is een Italiaans herpetoloog. Andreone is gespecialiseerd in de Malagassische kikkersoorten. Hij werkt sinds 1988 samen met de Universiteit van Antananarivo en het WWF aan de fauna van Madagaskar.
Andreone heeft gestudeerd aan de Universiteit van Turijn en de Universiteit van Bologna. Hij is onder andere de ontdekker van verschillende kikkers uit het geslacht Boophis.